# Танец
Танец је фолклорни музички ансамбл из Скопља у Северној Македонији. Сматра се амбасадором македонске фолклорне традиције широм света.

## Историја
Ансамбл Танец је основала Влада НР Македоније 1949. године са циљем прикупљања, очувања и представљања македонског фолклора: народних песама и игара, народних инструмената и народних ношњи. Ансамбл је инспирисан древном македонском културом и традицијом, такође има јуниорски ансамбл.
Током неколико деценија постојања Танец је учествовао на преко 3500 концерата и фестивала широм света укључујући: Сједињене Америчке Државе, Канаду, Аустралију, Јапан, Совјетски Савез, Француску, Белгију, Немачку, Швајцарску, Италију, Грчку, Турску, Кувајт, Израел, Египат, Нигерија, Мали, Сенегал, Заир и бившу Југославију.

## Награде
Ансамбл је добио прву награду на Међународном фестивалу у Ланголену (Уједињено Краљевство) 1950. године. Танец је 2008. године добио „Орден заслуга за Македонију“.

## Коментари
Турнеја ансамбл по Северној Америци почела је њиховим дебијем на Си-Би-Ес ТВ, у америчкој серији Омнибус 22. јануара 1956. године. Њихово прво телевизијско извођење уживо у САД снимљено је на видео касети и архивирано у Конгресној библиотеци у Вашингтону, а у Каталошком запису је написан садржај описа: „Југословенски национални народни балет / режија Елиот Силверстајн; са плесном трупом Танец из Македоније (20 мин)”.    
Ансамбл Танец је 27. јануара 1956. наступио у Карнеги холу у Њујорку.
Музички критичар New York Herald Tribune-а Волтер Тери је за овај концерт написао: „Танец, македонска група од четрдесетак плесача и музичара, великодушно је дала своје богато народно наслеђе. Публика, која је до краја испунила Карнеги Хол, навијала је и аплаудирала народној игри са толико ентузијазма као да је сведочила класичном, позоришном балету у његовом најблиставијем облику.”    
Стјепан Пуцак, бивши дописник Танјуга и хрватски новинар напомиње: „Одабрати које су биле најуспешније од седамнаест народних игара у програму, када су сви поздрављени бурним аплаузом, заиста је веома тешко и ризично. . . „Сопска поскочица“ је чак понављана, а поновити наступ на америчкој сцени је заиста редак и ексклузиван догађај.“   
За концерт на Музичкој академији у Филаделфији, Пенсилванија, 7. фебруара 1956. године, музички критичар The Philadelphia Inquirer Семјуел Сингер је прокоментарисао: „'Танец' значи 'плес'. Осим самог плеса овај танец, преноси драму, ритуал, традицију, песме, чак и војне маневре... постојала је изузетна прецизност и у игрању и у свирању. Кларинет, бас гусле, виолина, бубњеви, гитара и флаута давали су већину пратње у разним комбинацијама.“   
По завршетку турнеје Лајф је коментарисао: „Пре сто година на кршевитим путевима Македоније, разбојничке групе су пљачкале караване богатих трговаца и, попут Робина Худа, преносиле део свог плена сиромашнима. Овог пролећа Југословенски национални народни балет прави прву и веома успешну турнеју по САД. Заједно праве тако енергичан приказ плеса никада пре виђен у САД.“    

### Наведена библиографија
- Ognenovski, Stevan (1998a). „The Official Tale Ognenovski Website”. Архивирано из оригинала 12. 07. 2019. г. Приступљено 2009-12-27.
- Ognenovski, Stevan (2000). Tale Ognenovski, virtuoso of the clarinet and composer Тале Огненовски виртуоз на кларинет и композитор. Library of Congress. Skopje, Republic of Macedonia: Matica Makedonska. ISBN 9989-48-312-4. Приступљено 2009-12-18.
- Ognenovski, Stevan (2000b). „Biography Book: "Tale Ognenovski Virtuoso of the Clarinet and Composer" - Official Tale Ognenovski Website”. Архивирано из оригинала 04. 08. 2016. г. Приступљено 2009-12-27.
- Ognenovski, Stevan (1955). „Ensemble Tanec performing in Vardar Film's 1955 production of "Ritam i zvuk (Rhythm and Sound) - Official Tale Ognenovski Website”. Архивирано из оригинала 12. 07. 2019. г. Приступљено 2019-08-16.
- Ognenovski, Stevan (1998b). „Tour of North America - Official Tale Ognenovski Website”. Архивирано из оригинала 03. 08. 2020. г. Приступљено 2009-12-27.
- Martin, John (1956-01-28). „Ballet: Yugoslav Folk Art 'Tanec' Dancers Appear at Carnegie Hall in Display of Tremendous Skill”. The New York Times. Приступљено 2018-01-04.
- Martin, John (1956-02-05). „The Dance: Folk Art; Group From Yugoslavia In Impressive Debut Learning vs. Magic No Macedonian Monopoly The Week's Events”. The New York Times.
- Pucak, Stjepan (1956-02-07). „Првите денови во Америка - First days in America”. Nova Makedonija. Skopje, Republic of Macedonia.
- Nachevski, Naum (1956-01-31). „"Танец" ја одушеви њујоршката публика - "Tanec" had amazed The New York Public”. Nova Makedonija. Skopje, Republic of Macedonia.
- Ognenovski, Stevan (2014). „Articles published at The New York Times for performance of clarinetist Tale Ognenovski at Carnegie Hall, New York City on January 27, 1956 - Official Tale Ognenovski Website”. Архивирано из оригинала 12. 07. 2019. г. Приступљено 2017-05-29.
- Ognenovski, Stevan (2014c). „Clarinetist Tale Ognenovski with Macedonian National Ensemble for Folk Dances and Songs "Tanec" performed at CBS TV, Columbia Broadcast System on January 22, 1956.- Official Tale Ognenovski Website”. Архивирано из оригинала 12. 07. 2019. г. Приступљено 2017-05-30.
- Saudek, Robert (1956-01-22). „Omnibus. IV, vol. 15 / TV-Radio Workshop of the Ford Foundation, CBS Television Network, 1956-01-22”. Library of Congress Catalog Record. Приступљено 2009-12-20.
- „Ritam i zvuk (Rhythm and sound) YouTube music video – Film: Ritam i zvuk (Rhythm and sound”. Vardar Film. 1955.|url= https://www.youtube.com/watch?v=VvRVpc1s5Rw

```
|archive-url=
https://ghostarchive.org/varchive/youtube/20211215/VvRVpc1s5Rw
 |archive-date=2021-12-15 |url-status=live|access-date=2018-10-09 |ref=CITEREFVardar_Film1955}
}
```

- „Film: "Ritam i zvuk" (Rhythm and sound)”. IMDb. 1955. Приступљено 2018-10-09.
- „Dance, Bouncing Brigands, Yugoslavs come to U.S”. Life (magazine). 1956-04-09. Приступљено 2017-06-02.
- Ognenovski, Stevan (2014f). „Life magazine article for Tale Ognenovski performances as clarinet and reed pipe soloist with Macedonian National Ensemble for Folk Dances and Songs "Tanec" on North America tour in 1956.- Official Tale Ognenovski Website”. Архивирано из оригинала 14. 11. 2017. г. Приступљено 2017-05-30.
- „REVIEWS OF Yugoslav National Folk Ballet Carnegie Hall January 27, 1956”. Dance Observer, Volumes 23-24, pp. 55. New York City. 1956. Приступљено 2017-06-02.
- Terry, Walter (1956-01-28). „Yugoslav Folk Ballet”. New York Herald Tribune. New York City, USA.
- Cassidy, Claudia (1956-02-06). „On the Aisle - Yugoslav Ballet a Colorful Addition to International Dance”. Chicago Daily Tribune. Архивирано из оригинала 04. 10. 2012. г. Приступљено 2017-05-31.
- Singer, Samuel (1956-02-08). „Yugoslav Ballet Visits Academy”. The Philadelphia Inquirer.
- Hume, Paul (1956-02-10). „Yugoslav Dancers Shoot the Works”. Washington Post and Times. Архивирано из оригинала 04. 10. 2012. г. Приступљено 2017-05-31.
- Hagan, R. H. (1956-03-08). „Yugoslav Ballet Proves Folk Dancing 'Tricky'”. San Francisco Chronicle.
- Goldberg, Albert (1956-03-13). „Yugoslav Folk Ballet Opens Engagement”. Los Angeles Times. Архивирано из оригинала 04. 10. 2012. г. Приступљено 2017-06-01.
- Kraglund, John (1956-02-14). „Music in Toronto”. The Globe and Mail. Toronto, Ontario, Canada.
- Ognenovski, Stevan (2016b). „Tale Ognenovski, The Greatest Clarinetist of All Time, Musical Genius, Composer...”. YouTube. Архивирано из оригинала 2021-12-15. г. Приступљено 2017-05-26.
- Harris, Craig (2009). „Biography of Ensemble Tanec”. Allmusic. Приступљено 2009-12-18.
- „Dans les jardins illumines de Port Gitana Bellevue, Ballets Nationaux Folkloriques Yougoslaves: Tanetz, deux heures d'un somptueux spectacle - In the illuminated gardens of Port Gitana Bellevue, National Yugoslav Folklore Ballet Tanec, two hours of sumptuous spectacle”. Tribune de Geneve. Geneve, Switzerland. 1959-07-08.
- Mt, Ed (1959-07-11). „A Port-Gitana les ballets nationaux yougoslaves - In Port-Gitana, National Yugoslav Folklore Ballet”. Tribune de Geneve. Geneve, Switzerland.
- Ognenovski, Stevan (1998e). „Tour of Switzerland - Official Tale Ognenovski Website”. Архивирано из оригинала 04. 08. 2016. г. Приступљено 2009-12-27.
- Ognenovski, Stevan (1998d). „Tour of Germany - Official Tale Ognenovski Website”. Архивирано из оригинала 04. 08. 2016. г. Приступљено 2009-12-27.
- Ognenovski, Stevan (1998c). „Tour of France - Official Tale Ognenovski Website”. Архивирано из оригинала 04. 08. 2016. г. Приступљено 2009-12-27.
- „Hier soir au GRAND-PALAIS BRILLANTE "PREMIERE" des Ballets de Macedoine - Yesterday evening in GRAND-PALAIS Brilliant first performance of National Ballet of Macedonia”. Le Berry Republicain. Bourges, France. 1959-09-24.
- „Hier soir a Bourges, La "premiere" nationale des Ballets de Macedoine a remporte un enorme succes - Yesterday evening in Bourges, The first national Ballet of Macedonia achieved tremendous success”. La nouvelle republique du Centre. Bourges, France. 1959-09-24.
- Ognenovski, Stevan (2000c). Tale Ognenovski, virtuoso of the clarinet and composer of Macedonian folk dances, jazz and classical music : biography and music notation of compositions of Macedonian folk dances, jazz and classical music. WorldCat. Skopje : Matica Makedonska, 2000. ISBN 9989-48-312-4. OCLC 977992154.
- Ognenovski, Stevan (2019). „Web page of Stevan Ognenovski, Mag.Scient. - Official Tale Ognenovski Website”. Архивирано из оригинала 18. 05. 2021. г. Приступљено 2019-09-04.
- Georgievski, M. (1964-09-14). „Your dance fascinates me Вашата игра ме фасцинира”. Vecher. Skopje, People’s Republic of Macedonia.
- Ognenovski, Stevan (2019b). TALE OGNENOVSKI VIRTUOSO OF THE CLARINET AND COMPOSER, BIOGRAPHY AND MUSIC NOTATION OF 69 CLARINET COMPOSITIONS: MACEDONIAN FOLK DANCES, JAZZ AND CLASSICAL MUSIC. Seattle, Washington, United States: Kindle Direct Publishing. ISBN 978-1708334024.
- Ognenovski, Stevan (2019a). „Book: "TALE OGNENOVSKI VIRTUOSO OF THE CLARINET AND COMPOSER, BIOGRAPHY AND MUSIC NOTATION OF 69 CLARINET COMPOSITIONS: MACEDONIAN FOLK DANCES, JAZZ AND CLASSICAL MUSIC " - Official Tale Ognenovski Website”. Архивирано из оригинала 27. 11. 2019. г. Приступљено 2019-11-27.
- „Biography: "Tale Ognenovski Virtuoso Of The Clarinet And Composer, Biography And Music Notation Of 69 Clarinet Compositions: Macedonian Folk Dances, Jazz And Classical Music"”. Music Industry News Network. 2019-11-22. Архивирано из оригинала 27. 11. 2019. г. Приступљено 2019-11-27.